# موريتس فون ياكوبي
موريتز فون جاكوبي (بالألمانية: Moritz Hermann von Jacobi)‏ (و. 1801 – 1874 م) هو مهندس، وفيزيائي، ومخترِع، وأستاذ جامعي من ألمانيا، والإمبراطورية الروسية، وبروسيا، ولد في بوتسدام، وكان عضوًا في الأكاديمية الروسية للعلوم، والأكاديمية البروسية للعلوم، وأكاديمية لينسيان، توفي في سانت بطرسبرغ، عن عمر يناهز 73 عاماً، بسبب نوبة قلبية.
نشر موريتس فون ياكوبي مبرهنة الحد الأقصى لنقل الطاقة قرابة عام 1840؛ ويُشار إليها أيضًا بقانون ياكوبي.

## التعليم
تعلم في جامعة غوتينغن.

## جوائز
حصل على جوائز منها:
- جائزة دميدوف [الإنجليزية]‏ (1840).